# Portulaca nicaraguensis
Portulaca nicaraguensis är en portlakväxtart som först beskrevs av Avinoam Danin och H.G.Baker, och fick sitt nu gällande namn av Avinoam Danin. Portulaca nicaraguensis ingår i släktet portlaker, och familjen portlakväxter. Inga underarter finns listade i Catalogue of Life.